# Ekonomika Spojených arabských emirátů
Ekonomika Spojených arabských emirátů (SAE) je druhou největší ekonomikou na středním východě (první je Saúdská Arábie), s hrubým domácím produktem 414 miliard USD (1,52 bil. AED) v roce 2018. 
Spojené arabské emiráty úspěšně diverzifikovaly svou ekonomiku, zejména v Dubaji, ale stále jsou do značné míry závislé na příjmech z ropy a zemního plynu, které nadále hrají v jeho ekonomice ústřední roli, zejména v Abú Zabí. Více než 85% ekonomiky Spojených arabských emirátů bylo založeno na vývozu ropy v roce 2009. Zatímco Abú Dabí a další emiráty Spojených arabských emirátů zůstaly ve svém přístupu k diverzifikaci relativně konzervativní, Dubaj, který má mnohem menší zásoby ropy, byl ve své diverzifikační politice odvážnější. V roce 2011 představoval vývoz ropy 77% státního rozpočtu Spojených arabských emirátů. 
Cestovní ruch je jedním z největších neropných zdrojů příjmů ve Spojených arabských emirátech, přičemž některé z nejluxusnějších světových hotelů sídlí ve Spojených arabských emirátech. Masivní stavební boom, rozšiřující se výrobní základna a prosperující sektor služeb pomáhají SAE diverzifikovat jeho ekonomiku. V celostátním měřítku v současné době existují aktivní stavební projekty v hodnotě 350 miliard dolarů.
SAE je členem Světové obchodní organizace a OPEC.
Vláda Spojených arabských emirátů dlouhodobě investuje do ekonomiky, aby diverzifikovala a snížila svou závislost na příjmech z ropy.

## Historie
Před nezávislostí na Velké Británii a sjednocením v roce 1971 byl každý emirát odpovědný za svou vlastní ekonomiku. V té době byly výlov perel, námořnictvo a rybolov společně základem ekonomiky, až do vývoje japonských kultivovaných perel a objevení komerčního množství ropy. Předchozí prezident Spojených arabských emirátů Zayed Bin Sultan Al Nahyan se zasloužil o to, aby se země posunula vpřed do 20. století a aby se z příjmů z vývozu ropy financoval veškerý nezbytný rozvoj. Podobně bývalý viceprezident Spojených arabských emirátů Rashid Bin Saeed Al Maktoum měl odvážnou vizi emirátu Dubaj a předpovídal budoucnost nejen v ropě, ale i v jiných průmyslových odvětvích. 
V 80. letech se diverzifikace Dubaje soustředila na obchod a vytvoření přepravních a logistických center, zejména na přístav Rashid a přístav a Svobodnou zónu Jebel Ali, stejně jako na mezinárodní letiště v Dubaji, což vedlo k řadě významných globálních změn v námořní dopravě, dopravě a logistice. (DP World, Emirates, Mezinárodní letiště v Dubaji). Vznik živého dubajského trhu s nemovitostmi byl prověřen globální finanční krizí v letech 2007–2008, kdy byl Dubaj zachráněn Abú Dhabí. Zotavení trhu vedlo k přísnější regulaci a dohledu a realističtějšímu trhu s nemovitostmi v celých Spojených arabských emirátech, kde došlo k opětovnému zahájení mnoha pozastavených projektů. I když se trh stále rozšiřuje, současné podmínky na trhu pro developery byly charakterizovány jako „tvrdé“.

## Přehled
Spojené arabské emiráty mají druhou největší ekonomiku v arabském světě (po Saúdské Arábii) s hrubým domácím produktem (HDP) ve výši 414 miliard USD (1,52 bil. AED) v roce 2018. Třetina HDP pochází z příjmů z ropy. Očekávalo se, že ekonomika v roce 2013 poroste o 4–4,5%, ve srovnání s 2,3–3,5% za posledních pět let. Od získání nezávislosti v roce 1971 vzrostla ekonomika Spojených arabských emirátů téměř 231krát na 1,45 bilionu AED v roce 2013. Obchod s ropou vzrostl na 1,2 bilionu AED, což je od roku 1981 do roku 2012 přibližně 28násobný nárůst. 
Ekonomika Spojených arabských emirátů je jednou z nejotevřenějších na světě a její ekonomická historie sahá až do dob, kdy lodě plavaly do Indie podél svahilského pobřeží až na jih do Mosambiku. 
Mezinárodní měnový fond (MMF) očekával, že ekonomický růst SAE v roce 2015 vzroste na 4,5% ve srovnání s 4,3% v roce 2014. MMF připisoval potenciálně silný ekonomický růst SAE dle zprávy Světového ekonomického fóra zvýšenému výskytu neropných odvětví, která se zaregistrovala průměrný růst v letech 2014 a 2015 více než 6%. Tyto odvětví zahrnují bankovnictví, cestovní ruch, obchod a nemovitosti.
Zvýšení kupní síly emirátů a vládních výdajů na infrastrukturní projekty se značně zvýšilo, podle A.T. Kearney, top 30 v „nejvíce propojených zemích“ WEF a v prvním čtvrtletí jako nejméně zkorumpovaná země podle indexu korupce TI, jsou SAE mezinárodně zařazeny mezi 20 nejlepšími v globálním podnikání v oblasti služeb. 
Vláda Spojených arabských emirátů oznámila rozsáhlou restrukturalizaci a fúzi více než 50% svých federálních agentur, včetně ministerstev, ve snaze vyrovnat se a zotavit se z ekonomických šoků po několika měsících lockdownu během krize COVID-19.

## Zahraniční obchod
V oblasti zahraničního obchodu je trh Spojených arabských emirátů jedním z nejdynamičtějších a je možné SAE zařadit mezi 16 největších vývozců a 20 největších celosvětových dovozců komodit. Mezi pět hlavních partnerských zemí v roce 2014 patřil Írán (3 %), Indie (2,9 %), Saúdská Arábie (1,5 %), Omán (1,4 %) a Švýcarsko (1,2 %).  Pokud se jedná o pět největších dodavatelů SAE, tak se jednalo v roce 2014 o Čínu (7,4 %), Spojené státy americké (6,4 %), Německo (3,9 %), Indii (5,8 %) a Japonsko (3,5 %). V tom samém roce vývozu Spojených arabských emirátů dominovaly čtyři hlavní produkty, kterými byla ropné oleje a oleje získané z živočišných materiálů (19,8 %); diamanty – opracované i neopracované (3,4 %); zlato (3,2 %) včetně pozlacené platiny (2,8 %).
Podle údajů zveřejněných WTO exportovaly Spojené arabské emiráty v roce 2018 zboží v hodnotě přibližně 316,8 miliardy USD a služby v hodnotě 70,8 miliardy USD, přičemž dovážely zboží v hodnotě 261,5 miliardy USD a služby v hodnotě 70,9 miliardy USD. Světová banka odhadla v roce 2019 obchodní přebytek země na 25,9% HDP.

## Bankovnictví
Organizaci bankovní a finanční soustavy ve Spojených arabských emirátech zajišťuje Centrální banka SAE (Central Bank of U.A.E.), která na základě federálního zákona č. 10 z roku 1980 o zřízení Centrální banky, fungování peněžního systému a organizaci bankovních služeb, vydává směrnice a opatření určené k naplnění tohoto zákona. Zároveň vydává licence, které umožňují činnost komerčních bank, a jejím úkolem je rovněž úprava a kontrola jejich aktivit. Od roku 1996 jsou podmínky pro založení si pobočky zahraniční banky v SAE ztíženy například stanovením minimálního upsaného kapitálu a rezerv ve výši cca 500 mil. USD nebo také nutností prokázat se nejméně desetiletými úspěšnými aktivitami v oboru.
Ve Spojených arabských emirátech provozuje svou činnost přibližně 20 místních a 29 zahraničních bank. Největší bankou Spojených arabských emirátů je First Abu Dhabi Bank (FAB). Byla založena 1. 4. 2017, ale o jejím vzniku se jednalo již od července 2016, kdy správní rady National Bank of Abu Dhabi (NBAD) a First Gulf Bank (FGB) jednomyslně odhlasovaly sloučení těchto dvou subjektů. First Abu Dhabi Bank vznikla tedy pomocí fúze. Její základní kapitál činil 2,97 mld. USD a spravovala aktiva ve výši 182 mld. USD. Druhou největší bankou je dubajská Emirates NBD. Tyto dvě banky spolu s Abu Dhabi Commercial Bank a Mashreq Bank kontrolují více než dvě třetiny trhu.
Dne 19. června 2020 změnila ratingová agentura Moody’s pohled na osm bank ve Spojených arabských emirátech, kdy došlo ke změně jejich statusu ze stabilního na negativní. Tato změna byla způsobena pandemií, kterou zapříčinila nemoc covid-19 a dalším faktorem ovlivňujícím míru „potenciálního oslabení jejich samostatných úvěrových profilů“ byly i nízké ceny ropy. Mezi těchto osm bank patřilo Abu Dhabi Commercial Bank, Emirates NBD, HSBC Bank Middle East, Dubai Islamic Bank, Abu Dhabi Islamic Bank, National Bank of Fujairah, National Bank of Ras al-Khaimah and Mashreq Bank. Navíc americká ratingová agentura The Fitch Ratings ve své zprávě z 22. června 2020 předpovídá, že by se samostatné kreditní profily bank sídlící ve Spojených arabských emirátech, mohly v následujícím roce pravděpodobně oslabit v důsledku krize způsobené pandemií nemoci covid-19 a propad cen ropy.

## Nemovitosti
SAE se staly jednou z globálních turistických destinací díky vývoji v odvětví nemovitostí a infrastruktury. Díky tomu vzrostl příspěvek cestovního ruchu na HDP Spojených arabských emirátů ze 3 % na více než 16,5 %. Tento rozvoj byl podporován vysokými veřejnými investicemi především do turistických projektů, kdy se vydávalo kolem 47 miliard ročně například na zvyšování letištních kapacit nebo na zakládání nových letišť a přístavů.
Zvýšení investic do sektoru nemovitostí mělo za následek rozvoj země nebo také vytvoření nových pracovních pozic. Další pozitivní dopady byly i v oblasti cestovního ruchu, kde se investice do realit soustředily především na uspokojení potřeb trhu a rostoucí poptávky po bytových a obchodních jednotkách a to hlavně v Dubaji a Abú Dhabí. Z celkového množství 155 hotelů, které se vyskytují po celém světě a převyšují svou výškou 150 metrů, jich 18 vlastní Spojené arabské emiráty. Díky čemuž se v roce 2014 staly po Číně a Spojených státech amerických třetí nejnavštěvovanější zemí mezi turisty, kteří cestují za vysokými budovami. Rozvoj infrastruktury a investice do realitního sektoru ve Spojených arabských emirátech tak přispěly k tomu, že se tato země stala jednou z hlavních světovou turistickou destinací. Do projektů tykajících se cestovního ruchu či nemovitostí vkládá vláda SAE obrovské finanční prostředky. Ostrov Al Saadiyat v Abú Dhabí a nejvyšší věž na světě, Burdž Chalífa, která se nachází v Dubaji, jsou hlavními památkami, které ze Spojených arabských emirátů vytvořily jedno z významných celosvětově navštěvovaných turistických center. Navíc podle zprávy týkající se globální konkurenceschopnosti zjišťované za období let 2013 až 2014 se díky kvalitě infrastruktury SAE celosvětově umístily na čtvrtém místě.

### Významné projekty
- Burdž Chalífa
- Dubajský přístav
- Souostroví Svět
- Creek Tower v Dubaji
- Miracle garden v Dubaji
- Jaderná elektrárna Baráka

## Lidské zdroje a zaměstnanost
Emiratizace je vládní iniciativa SAE, která si klade za cíl zaměstnávat více státních příslušníků Spojených arabských emirátů ve veřejném i soukromém sektoru. I přes to, že tato státní iniciativa v současné době funguje více než deset let, lze její výsledky pozorovat pouze ve veřejném sektoru. V soukromém sektoru jsou její dopady minimální, jelikož státní příslušníci Spojených arabských emirátů tvoří pouze 0,34 % zaměstnanců, jelikož pracovníci z ciziny byli mnohem levnější a kladly méně požadavků.
Třebaže vedle emiratizace investuje vláda Spojených arabských emirátů nemalé částky do vzdělání, se uplatnění místních v soukromém sektoru nijak nelepšila a země se potýkala také s problémem poskytnout práci vysokoškolsky vzdělaným občanům. V roce 2010 představovaly investice do vzdělávání 2,6 miliardy USD, což tehdy tvořilo přibližně 22,5 % z celkového rozpočtu. Několik vládních iniciativ aktivně podporuje emiratizaci školením lidí, kteří předčasně ukončili svá studia nebo také absolventů. Ti bývají školeni v mnoha dovednostech potřebných pro prostředí Spojených arabských emirátů. Mezi tyto iniciativy se řadí Tawteen SAE, ENDP nebo také Abu Dhabi Rada Tawteen.
V roce 2020 se ekonomika Spojených arabských emirátů stala bezbrannou vůči pandemii nemoci covid-19 a došlo k jejímu výraznému zpomalení. V Dubaji nastala extrémní situaci, kdy mnoho zaměstnanců pocházejících z jiných zemí, ale pracujících v SAE přišlo o svou práci. Tisíce Britů pracujících ve městě začaly odprodávat svůj majetek, aby získaly peníze, které potřebují k dodržení přísných vízových podmínek, jinak jim hrozí deportace zpět do Velké Británie.